# Nepenthes edwardsiana
Nepenthes edwardsiana este o specie de plante carnivore din genul Nepenthes, familia Nepenthaceae, ordinul Caryophyllales, descrisă de Low și Joseph Dalton Hooker. Conform Catalogue of Life specia Nepenthes edwardsiana nu are subspecii cunoscute.

## Galerie de imagini

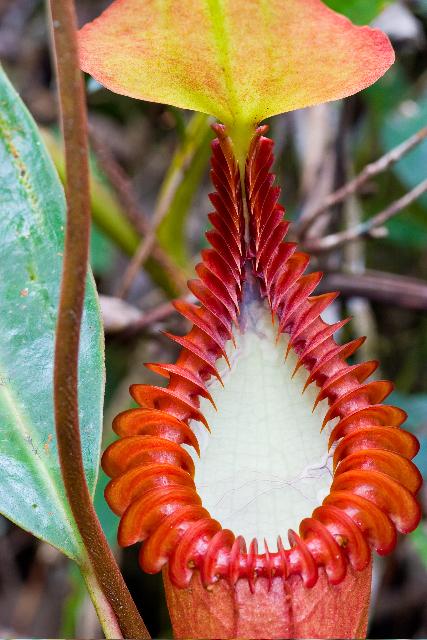
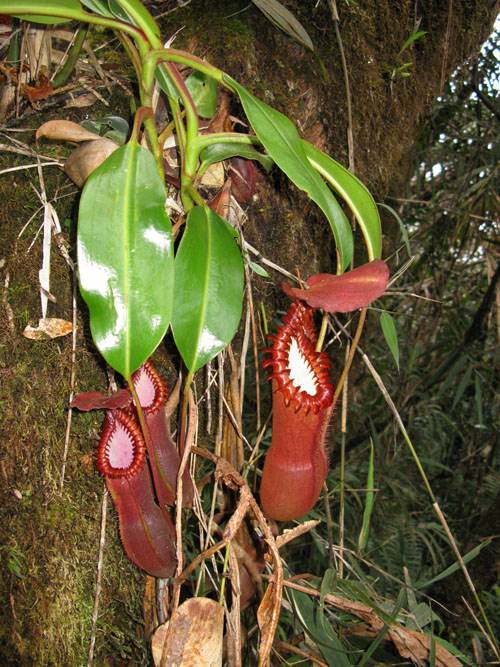
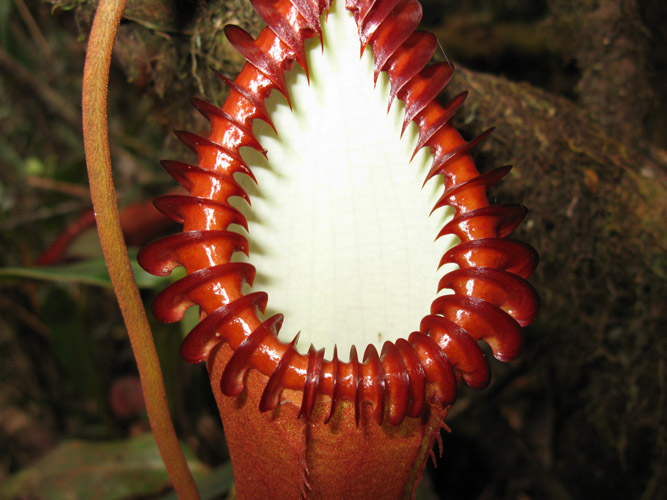
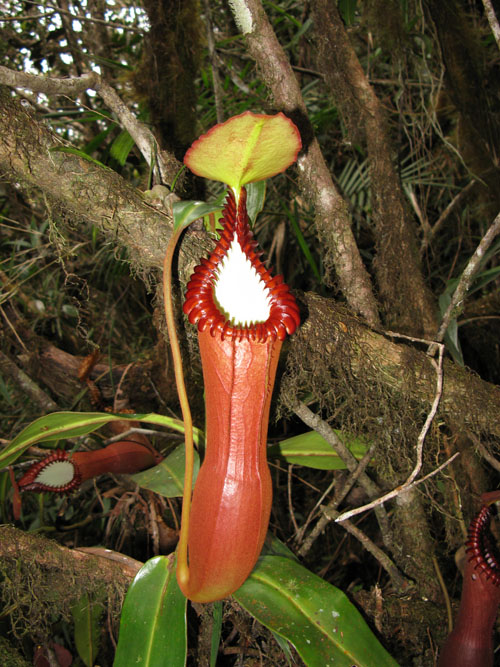
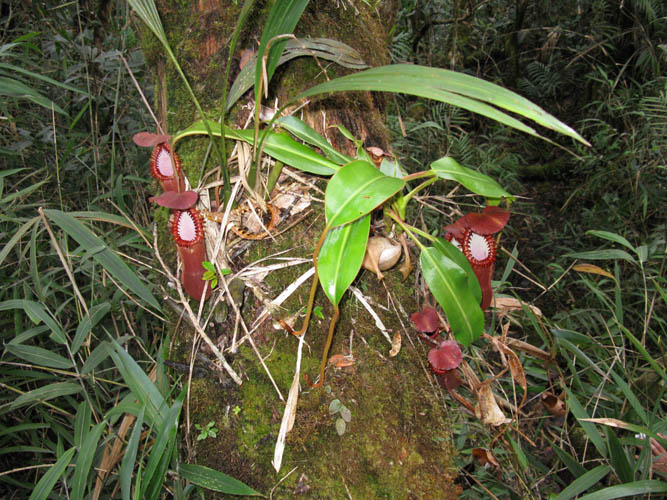
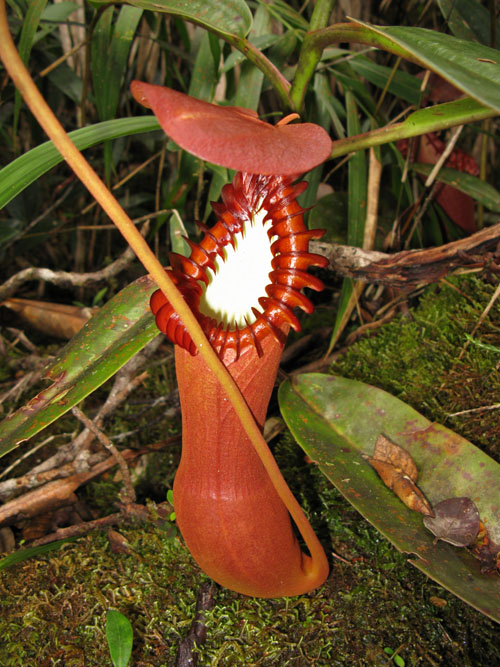